# Víctor Rahola i Aguadé
Víctor Rahola i Aguadé (Barcelona, 1945) és un arquitecte català.
La seva obra es caracteritza per generar un diàleg entre l'avantguarda arquitectònica contemporània, el paisatge vernacle i l'arquitectura tradicional i popular. En aquest sentit, els seus projectes cerquen una connexió entre el passat i el present a partir de la mescla i la reinterpretació de les formes arquitectòniques i les tècniques constructives autòctones d'un context cultural en particular, tenint per objectiu el respecte i la cura dels valors culturals i paisatgístics del lloc on es desenvolupa el projecte arquitectònic.
En conseqüència, en la seva producció arquitectònica és recurrent la coexistència de formes orgàniques procedents de l'arquitectura popular amb ordres i sistemes geomètrics procedents de l'arquitectura moderna; coexistència que assoleix el detall constructiu, tot combinant elements industrialitzats amb tècniques de construcció artesanals.
Graduat a l'Escola Tècnica Superior d'Arquitectura de Barcelona l'any 1973, col·labora amb Josep Antoni Coderch durant dos anys abans d'establir el seu propi estudi, l'any 1975. Entre el 2008 i el 2015, desenvolupa la seva activitat professional associat amb Jorge Vidal.
D'entre les seves obres, en destaquen les diverses cases unifamiliars realitzades a Jesús (Eivissa); l'Escola Oficial d'Idiomes de Girona (1994), el Centre Cívic de Sant Esteve de Sesrovires (1994), el Centre Cultural Teresa Pàmies (2007) i el Celler a Mont-ras (2015), aquestes dues últimes desenvolupades conjuntament amb Jorge Vidal.
L'any 1977 inicia la seva activitat docent a l'Escola Tècnica Superior d'Arquitectura de Barcelona, tasca que desenvoluparà fins a l'any 2010. Durant aquest període, forma part de la càtedra de Projectes Arquitectònics, essent president de tribunal de projectes de final de carrera entre l'any 1996 i l'any 2000 i director del programa de postgrau de la Universitat Politècnica de Catalunya “Arquitectura i Turisme” l'any 1995.
Paral·lelament, ha estat professor convidat a l'ETH Zürich, a l'Accademia di Architettura de Mendrisio, a la Facultat d'Arquitectura de la PUC de Santiago de Xile i a la Facultat d'Arquitectura de la Universitat de los Andes a Bogotà. Ha impartit conferències als principals col·legis professionals i escoles d'arquitectura espanyoles.
A més de la seva activitat docent i professional, ha sigut autor de nombrosos articles i publicacions sobre arquitectura. En aquest sentit, convé destacar la seva activitat com a  membre de l'equip redactor de la revista “Quaderns d'Arquitectura i Urbanisme” entre els anys 2006-2010.
La seva obra ha estat reconeguda en diverses ocasions, entre les que es destaquen les seleccions a finalista dels premis FAD (1985,1989, 1990, 2011, 2012) o la selecció al Premi Europeu d'Arquitectura Mies van der Rohe (1990).